# オルジェイ・テムル
オルジェイ・テムル・ハーン（モンゴル語: Өлзийтөмөр хаан、ᠥᠯᠵᠡᠢ
ᠲᠡᠮᠦᠷ
ᠬᠠᠭᠠᠨ　英語：Öljei Temür Khan、1379年 - 1412年）は、モンゴル帝国の第23代（北元としては第9代）皇帝（ハーン）（在位：1408年 - 1412年）。エルベク・ハーンの子。モンゴルの年代記『黄金史綱』ではオロイ・テムル、漢文史料では完者禿（オルジェイト）、本雅朱里（ペンヤシュリー）と表記される。

## 生涯
1398年に父と対立し、またオイラトの難を避けてカーブルにいたティムールのもとに亡命した。ティムールの明遠征に随行、ティムール死後も東進を続け、ビシュバリクでハーンを称した。オルク・テムルを廃したアスト部のアルクタイの後援を受けて、モンゴル高原に帰国した。即位後はオイラトとモンゴル高原の覇を争い、明に対しても強硬な姿勢をとった。
明の永楽帝はオルジェイ・テムルを慰撫しようとしたが、1409年にオルジェイ・テムルは明の使者の郭驥を殺害して敵対の意思を露にした。このため、永楽帝は配下の猛将の丘福に10万の兵を与えて北元討伐を行なわせた。明軍北上の直前、オルジェイ・テムルはオイラトの最有力者のマフムードと戦って大敗し、ヘルレン川に駐屯していた。モンゴル軍は丘福が率いる1000の騎兵に敗れるが、勝利に驕って深入りする丘福を伏兵で破り、その副将4名とともに戦死させた。
この敗戦に永楽帝は激怒し、1410年に50万の軍勢を集めて親征した。永楽帝親征の報を聞いたオルジェイ・テムルは西方への逃亡を考えるがアルクタイは従わず、モンゴルの部衆は東西に分裂した状態になった。永楽帝は北元を討滅すべく西に進軍し、オノン川でオルジェイ・テムルの軍は壊滅し、逃走するときに率いていた護衛はわずか7騎だった。戦後、オルジェイ・テムルと同じく永楽帝に大敗したアルクタイは独自に朝貢を行い、マフムードが明に北元攻撃を志願すると、オルジェイ・テムルは孤立した状態に置かれた。1412年にマフムードによって殺害された。